# キョウハクDOG's
『キョウハクDOG's』は、しゃあによる少年漫画作品。『電撃帝王』（メディアワークス）にて連載されていたが、2006年11月に『電撃帝王』が休刊となった際、姉妹誌等への連載移転が行われず中断した。その後2010年になって『電撃G's Festival! COMIC』（アスキー・メディアワークス）にて連載が再開され、単行本は『キョウハクDOG's -Another Secret-』と改題された上で第1巻から再刊された。
本作品は作者がイラストを担当する『乃木坂春香の秘密』（五十嵐雄策/著）と同じ学校が舞台で、互いの主な登場人物はクラスメイト同士となっている。また両作の主人公は、それぞれ互いの作品にモブとして登場している。本作の企画はしゃあが『乃木坂春香の秘密』のコミカライズを希望したことから始まった（単行本1巻あとがきより）。

## あらすじ
「狂犬 -マッドドッグ-」、「アキバ系の天敵」と恐れられる千代啓二は実は隠れアキバ系であったが、不注意から八咲せつなにその秘密を知られてしまう。せつなはその秘密を盾に啓二に自分の犬になってくださいと命令する。

## 登場人物
※一部『乃木坂春香の秘密』も参照。
※DOG TYPEは、単行本収録のキャラ解説より。
千代 啓二（せんだい けいじ）
主人公。2-B所属。通称「狂犬 -マッドドッグ-」。「アキバ系の天敵」として恐れられるが、実は彼自身も隠れアキバ系。しかし、せつなにその秘密を知られてしまったため、彼女のペットとして働く。
ワルを気取っているがテストで赤点を取ることはなく、補習姫・せつなを全教科赤点回避できるまで教えられる等、学業はかなりできる。
現在はややスリムなほどの体形だが、小学生の頃はかなりふくよかで、その解消などのために近所の空手道場に通っていた。道場通い中、道場の娘である誠に理不尽な扱いを受けたこともあり、今でも誠には逆らえず（誠を「俺にとってのハートマン軍曹」と呼ぶほど）、誠の姿を見かけただけで逃げる。
通学には自転車を使っている。昆布茶が好物。
DOG TYPE：ドーベルマン
八咲 せつな（やつさき せつな）
メインヒロイン。2-B所属で、啓二のクラスメイト。通称「忠犬ハチ公」。胸は、平均よりやや控えめ。
かなりのドジっ娘で、特に転ぶ時はかなり豪快に転ぶ（空中で一回転する等）。転んだり人とぶつかったりした後には涙目になり「わう」と声を上げる。
口調がややたどたどしく、謝る時も「ごめんな……さい」と分かれたりする。
かつてクラスで孤立していた時、啓二に「お前次第で王様でも倒せる」と言われたことで少し自信を持ち、それ以来、啓二に好意を抱いている。啓二の秘密（隠れアキバ系）を知ってしまったことから啓二を脅し、ご主人様となる。啓二を「ちよ（“千代”の訓読み）さん」と呼ぶ。
学業は残念（自ら「どれぐらいアホなのかわからない」と言うほど）なダメっ娘で、補習の常連。「補習姫」とまで呼ばれたことがある。
スポーツも基本的にダメだが、転ばない限り「（逃げ）足」だけは異様に速い。本気で追いかけた啓二が追いつけないほど。
ガガーリンによる持ち物検査で窮地に陥った啓二（偶然、鞄の中にオタクグッズあり）を救おうとしたが、例によって豪快に転ぶ。しかし偶然にも左足がフライングニールキック（かかと落とし）としてガガーリンの頭頂にクリーンヒットし、まさかのノックアウト。この時だけはクラスメイトから喝采を浴びる。
ガガーリンを倒したことで、啓二には「最凶のドジっ娘」と言わしめるとともに、由香里には啓二との関係を（恋人関係として）知られることになった。
商店街では人気者で、弁当を作る相手ができたというだけで各店から持ち切れないほどのおまけをもらったりする。
自宅は古めかしい駄菓子屋「八咲商店」。
DOG TYPE：柴犬
千代 慧（せんだい けい）
啓二の妹で幼稚園児。典型的なマセガキだが、実は啓二が大好きなブラコン。衆人環視の中でも遠慮なく、啓二にディープキスをする。
せつなに対しては、校内で不良の狂犬と呼ばれる啓二の弱点をつかんだ上にペット化した等の積極的な行動を高く評価し、啓二の恋人として認めている。
キックスケーターを愛用し、その技術は超越級。乗ったまま階段を上がったり、絡んで来た佐々岡を撃退したりした。
DOG TYPE：パピヨン
八咲 ゆとり（やつさき ゆとり）
せつなの姉。巨乳。才色兼備の癒し系で、常にせつなのことを心配している。せつなを「せっちゃん」と呼ぶ。啓二たちとは違う女子高通いで、3年生。
眼鏡を外すと、せつなほどではないもののドジっ娘が表に出る。眼鏡をかけるとクールになり、アンドロイドのごとく「あらゆる可能性を瞬時に予測・考慮して、行動を決める」という才能を発揮する。この時の口癖は「理論上は大丈夫」。
啓二の話をせつなからよく聞かされていたこともあり、啓二を「ちよ君」と呼ぶ。
その容姿と雰囲気から、啓二には「天使」と認定された。
DOG TYPE：ゴールデン・レトリバー
三馬鹿（さんばか）
啓二の下っ端的3人。赤点→補習の常連だが、せつなが全教科赤点回避を成し遂げたため「犬以下」となってしまった。
朝倉 信長（あさくら のぶなが）
2-C（隣のクラス）所属ながら、啓二のクラスに入り浸っているオタク男子。詳しくは『乃木坂春香の秘密』を参照。
綾瀬 裕人（あやせ ゆうと）
信長の幼馴染。詳しくは『乃木坂春香の秘密』を参照。
竜造寺 誠（りゅうぞうじ まこと）
2-C所属の女子。ゆとりほどではないものの、かなりの巨乳。啓二の幼なじみにして、空手の師範。典型的な体育会系。
空手道場の娘で、入門時に気弱でふくよかだった啓二を「デブオ」と呼び、当初は練習の邪魔になりそうという理由で理不尽な扱い（新技の練習台にする、特訓と称した拷問をする等）をして追い出そうとした。しかし啓二がそれに耐えて通い続けた上、目的であった体形改造と気弱克服を達成したため、その根性を認めていつしか好意を抱くようになった。今は啓二を「千（せん）」と呼ぶ。
同じ学校に通っているのに啓二が自分を避けているのが許せず、時々呼び出しては「かわいがって」いたが、それは「好きな相手にはつい意地悪をしてしまう」という“好きという感情の裏返し”であり、恋愛に関しては不器用で素直になれない純情ツンデレ少女。
デジタル機器の扱いが苦手で、啓二を呼び出す時は「果たし状」のような手紙を使う。
道場に同年代の門下生がいないのが悩みで、道場に呼び出した啓二について来たせつなが「見学」と言ったのに、勝手に「入門希望」と見なして道着を貸したりした。
自分の啓二への思いは自覚しており、その思いを看破した上に啓二の弁当を作るほど親密なせつなを「よき強敵（とも）」と認定、啓二・せつなとランチを共にするようになる。
DOG TYPE：ボルゾイ
佐々岡（ささおか）
3年。バスケ部所属。詳しくは『乃木坂春香の秘密』を参照。
啓二の自転車、慧のキックスケーターに立て続けに轢かれ、顔に愉快な傷（縦にタイヤ痕）をつけられた。本名がわからなかったため、慧を「キックボード娘」と呼んで仕返ししようとしたが、せつなをぞんざいに扱ったことを（せつなと親密な）啓二への侮辱と受け取り激怒した慧にキックスケーターでの強烈な一撃を受け、無様に敗退した。
上代 由香里（かみしろ ゆかり）
2-Bのクラス副担任で、いろいろとせつなのことを応援している。詳しくは『乃木坂春香の秘密』を参照。
せつなに過激な入れ知恵をしたこと等に対し、啓二は「女狐」と呼んだ。
ガガーリン
英語教師で「元ヘビー級のボクサー」、さらには「素手で100人殺した」との噂がある。通称「少佐（後に大佐とも）」。
赤点を取ってしまった生徒への補習は「地獄の補習・ブートキャンプ」と呼ばれ、恐れられている。
持ち物検査では男子生徒を担当し、校則違反の持ち物は見逃さない。
自分を沈めたせつなと啓二には「ナイスタッグ、ドッグ・ガール、マッド・ボーイ」との賛辞を贈った。

## 備考
- PlayStation 2用ゲームソフト『乃木坂春香の秘密 こすぷれ、はじめました♥』に『キョウハクDOG's』の登場人物が友情出演しており、千代啓二役を浅沼晋太郎、八咲せつな役を花澤香菜が演じている。

## 書誌情報
- しゃあ 『キョウハクDOG's』 メディアワークス〈電撃コミックス〉、2005年11月15日初版発行（2005年10月27日発売[1]）、ISBN 4-8402-2969-4
- しゃあ 『キョウハクDOG's-Another Secret-』 アスキー・メディアワークス→KADOKAWA〈電撃コミックス〉、全7巻
  1. 2012年1月27日初版発行（同日発売[2]）、ISBN 978-4-04-886277-6
  2. 2012年1月27日初版発行（同日発売[3]）、ISBN 978-4-04-886278-3
  3. 2013年3月27日初版発行（同日発売[4]）、ISBN 978-4-04-891437-6
  4. 2014年10月27日初版発行（同日発売[5]）、ISBN 978-4-04-866953-5
  5. 2015年9月26日初版発行（同日発売[6]）、ISBN 978-4-04-865407-4
  6. 2016年6月27日初版発行（同日発売[7]）、ISBN 978-4-04-892166-4
  7. 2017年7月27日初版発行（同日発売[8]）、ISBN 978-4-04-893295-0